# Fayetteville (Tennessee)
Fayetteville es una ciudad ubicada en el condado de Lincoln en el estado estadounidense de Tennessee. En el Censo de 2010 tenía una población de 6.827 habitantes y una densidad poblacional de 240,5 personas por km².

## Geografía
Fayetteville se encuentra ubicada en las coordenadas 35°8′48″N 86°33′18″O / 35.14667, -86.55500. Según la Oficina del Censo de los Estados Unidos, Fayetteville tiene una superficie total de 28.39 km², de la cual 28.23 km² corresponden a tierra firme y (0.56%) 0.16 km² es agua.

## Demografía
Según el censo de 2010, había 6.827 personas residiendo en Fayetteville. La densidad de población era de 240,5 hab./km². De los 6.827 habitantes, Fayetteville estaba compuesto por el 0.07% blancos, el 0.02% eran afroamericanos, el 0.38% eran amerindios, el 0.6% eran asiáticos, el 0.15% eran isleños del Pacífico, el 1.6% eran de otras razas y el 1.98% pertenecían a dos o más razas. Del total de la población el 3.44% eran hispanos o latinos de cualquier raza.